# Voulon
Voulon est une commune du Centre-Ouest de la France, située dans le département de la Vienne (région Nouvelle-Aquitaine).

## Géographie

### Localisation
La commune est située dans la communauté de communes de la Région de Couhé, dans le canton de Lusignan et dans le département de la Vienne.
Le village se situe entre Anché et Vivonne.

### Communes limitrophes
|                   | Vivonne |       |
|                   | Voulon  | Anché |
| Valence-en-Poitou |         |       |

### Géologie et relief
La commune de Voulon est située dans le prolongement d'une grande colline, allongée selon un axe nord-ouest/sud-est, appelée le horst de Champagné-Saint-Hilaire. Sur la commune, le horst de Champagné-Saint-Hilaire est affecté de failles transverses à son axe qui ont pour effet :
- de permettre aux cours d’eau du secteur de confluer à cet endroit et de traverser ensemble cette zone surélevée du horst. La Dive (Dive du Sud) et la Bouleure, deux affluents significatifs de la rive gauche du Clain, convergent ainsi à Voulon pour rejoindre ensemble le Clain après seulement 300 mètres de cours commun[2] ;
- de décaler vers le nord, d'environ 1,5 kilomètre, l'extension nord-ouest du horst de Champagné que l'on retrouve à Voulon avec un moindre relief, encadré par les failles de Voulon et de Pilon[3], avec une altitude d'environ 140 mètres soit un relief actuel de seulement 10 à 15 mètres par rapport aux plateaux environnants.

La région de Voulon présente un paysage de bocages et de vallées.
Le paysage de bocage dans le département de la Vienne se caractérise par des champs cultivés ou des prés  enclos par des haies avec des alignements plus ou moins continus d'arbres et arbustes. Ces haies si caractéristiques contribuent à une meilleure qualité des eaux, permettent son infiltration et protègent ainsi contre l'érosion des sols. Elles constituent des zones de refuge pour la biodiversité. Elles ont, aussi, un rôle de régulation climatique et de nombreux intérêts agronomiques (brise vent, protection du bétail...). Toutefois, avec la modification des pratiques agricoles (intensification et simplification des cultures, utilisation massive d'herbicides, mécanisation) et les remembrements fonciers à partir des années 50, elles ont laissé la place à un espace plus ouvert et sont menacées de nos jours. Ainsi, au niveau de la région Poitou-Charentes, ce sont plusieurs milliers de kilomètres de haies et d'arbres isolés qui ont disparu. On estime que 35 000 km de haies ont été supprimées depuis les années 1960, soit 36 % de perte en moyenne.
Le terroir se compose:
- de Terres Rouges (ce sont des sols couleur acajou, siliceux, dérivés d’argiles ferrugineuses à silex provenant d’épandages superficiels du Massif Central) pour 2 % sur les plateaux,
- d'argile à silex peu profonde pour 33 % situés sur les plateaux du seuil du Poitou,
- de groies superficielles pour 40 % sur les plaines calcaires (Les groies sont des terres du Sud-Ouest de la France, argilo-calcaires, peu profondes  - en général de moins de 50 cm d’épaisseur – et  plus ou moins riches en cailloux. Elles sont fertiles et saines et donc, propices à la polyculture céréalière mais elles s’assèchent vite).
- de 25 % de calcaire qui se trouve dans les vallées alluviales.

En 2006, 80 % de la superficie de la commune était occupée par l'agriculture, 18 % par des forêts et des milieux semi-naturels et 2 % par des zones construites et aménagées par l'homme (voirie). La présence de milieux naturels et semi-naturels riches et diversifiés sur le territoire communal permet d’offrir des conditions favorables à l’accueil de nombreuses espèces pour l'accomplissement de leur cycle vital (reproduction, alimentation, déplacement, refuge). Forêts, landes, prairies et pelouses, cours d’eau et zones humides … constituent ainsi des cœurs de biodiversité et/ou de véritables corridors biologiques.
La forêt privée représente, en 2007, 131 hectares soit 16 % du territoire communal. Les espaces boisés (la moyenne sur la région Poitou-Charentes est de 15 %, et  29,2 % pour la France) sur le territoire communal contribuent à assurer des fonctions de production (bois d’œuvre mais aussi bois énergie), de protection (espèces, qualité des eaux) et sociales (accueil du public). Les forêts les plus anciennes ou implantées dans des conditions écologiques particulières (pentes, bords de cours d'eau, etc.) abritent en général la biodiversité la plus forte. Mais, au cours de l’histoire, pour répondre aux besoins d'une population rurale importante, la forêt poitevine a été intensément défrichée et surexploitée jusqu’à la révolution industrielle. Environ la moitié des forêts actuelles du Poitou n'existait pas il y a 200 ans.

### Hydrographie
La commune est traversée par 8 km de cours d'eau, avec comme rivières principales : le Clain sur une longueur de 4 km, la Bouleure sur une longueur de 1 km, et la Dive (Dive du Sud) sur une longueur de 3 km. Comme pour l'ensemble de la région Poitou-Charentes, la commune a vu la qualité de son eau se dégrader ces dernières années. Au déficit récurrent s'ajoute une pollution engendrée par les diverses activités humaines, notamment agricoles. Ainsi, la commune se situe en zone de répartition des eaux, où l'on observe une insuffisance chronique des ressources en eau par rapport aux besoins. Par ailleurs, elle est concernée par le classement en zones sensibles, où une élimination plus poussée des paramètres azote et/ou phosphore présents dans les eaux usées est nécessaire pour lutter contre les phénomènes d’eutrophisation.
Vingt mares ont été répertoriées sur l’ensemble du territoire communal (30 000 recensées dans la région de Poitou-Charentes). Les mares de Poitou-Charentes ont été créées par l'homme, notamment pour répondre aux besoins en eau des habitants (mares communautaires), du cheptel ou à la suite d'activités extractives (argile, marne, pierres meulières). Très riches au niveau botanique, elles jouent un rôle majeur pour les batraciens (tritons, grenouilles), les reptiles (couleuvres) et les libellules. Elles sont un élément symbolique du patrimoine rural et du maintien de la biodiversité en zone de plaine et de bocage.

### Climat
Pour des articles plus généraux, voir Climat de la Nouvelle-Aquitaine et Climat de la Vienne.
Historiquement, la commune est exposée à un climat océanique du nord-ouest.  
En 2020, Météo-France publie une typologie des climats de la France métropolitaine dans laquelle la commune est exposée à un climat océanique altéré et est dans la région climatique  Poitou-Charentes, caractérisée par un bon ensoleillement, particulièrement en été et des vents modérés.
Pour la période 1971-2000, la température annuelle moyenne est de 11,7 °C, avec une amplitude thermique annuelle de 14,6 °C. Le cumul annuel moyen de précipitations est de 785 mm, avec 11,4 jours de précipitations en janvier et 7 jours en juillet. Pour la période 1991-2020, la température moyenne annuelle observée sur la station météorologique la plus proche, située sur la commune de La Ferrière-Airoux à 12 km à vol d'oiseau, est de 12,4 °C et le cumul annuel moyen de précipitations est de 762,1 mm,. Pour l'avenir, les paramètres climatiques de la commune estimés pour 2050 selon différents scénarios d'émission de gaz à effet de serre sont consultables sur un site dédié publié par Météo-France en novembre 2022.

## Urbanisme

### Typologie
Au 1er janvier 2024, Voulon est catégorisée commune rurale à habitat dispersé, selon la nouvelle grille communale de densité à sept niveaux définie par l'Insee en 2022.
Elle est située hors unité urbaine. Par ailleurs la commune fait partie de l'aire d'attraction de Poitiers, dont elle est une commune de la couronne,. Cette aire, qui regroupe 97 communes, est catégorisée dans les aires de 200 000 à moins de 700 000 habitants,.

### Occupation des sols
L'occupation des sols de la commune, telle qu'elle ressort de la base de données européenne d’occupation biophysique des sols Corine Land Cover (CLC), est marquée par l'importance des territoires agricoles (78,7 % en 2018), en diminution par rapport à 1990 (81,3 %). La répartition détaillée en 2018 est la suivante : 
terres arables (40,3 %), zones agricoles hétérogènes (25,9 %), forêts (18,5 %), prairies (12,5 %), mines, décharges et chantiers (2,6 %), zones urbanisées (0,3 %). L'évolution de l’occupation des sols de la commune et de ses infrastructures peut être observée sur les différentes représentations cartographiques du territoire : la carte de Cassini (XVIIIe siècle), la carte d'état-major (1820-1866) et les cartes ou photos aériennes de l'IGN pour la période actuelle (1950 à aujourd'hui).

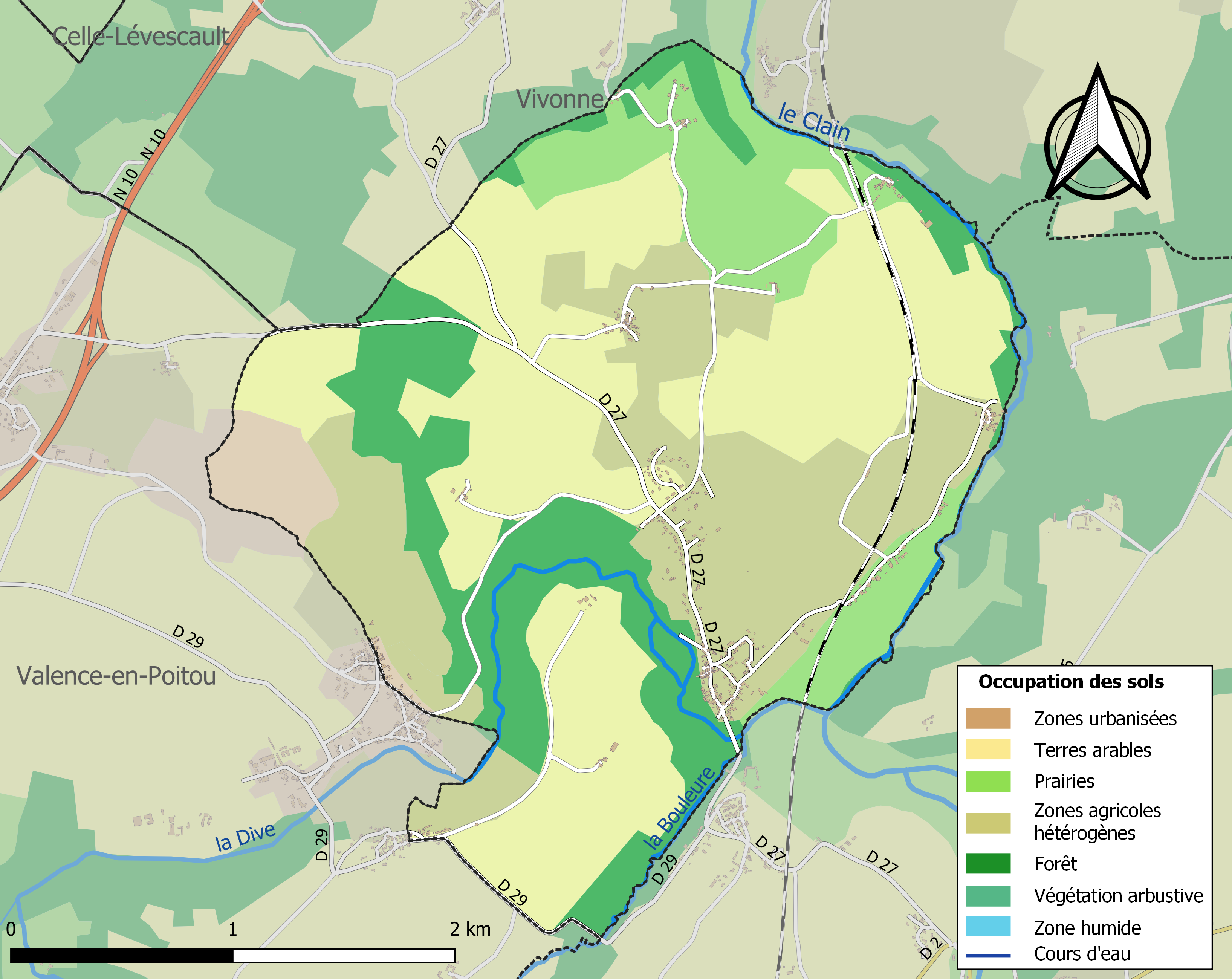
Carte des infrastructures et de l'occupation des sols de la commune en 2018 (CLC).

### Risques majeurs
Le territoire de la commune de Voulon est vulnérable à différents aléas naturels : météorologiques (tempête, orage, neige, grand froid, canicule ou sécheresse), inondations, mouvements de terrains et séisme (sismicité modérée). Il est également exposé à un risque technologique, le transport de matières dangereuses. Un site publié par le BRGM permet d'évaluer simplement et rapidement les risques d'un bien localisé soit par son adresse soit par le numéro de sa parcelle.

#### Risques naturels
Certaines parties du territoire communal sont susceptibles d’être affectées par le risque d’inondation par débordement de cours d'eau, notamment le Clain, la Dive du Sud et la Bouleure. La commune a été reconnue en état de catastrophe naturelle au titre des dommages causés par les inondations et coulées de boue survenues en 1982, 1993, 1995, 1999 et 2010,.

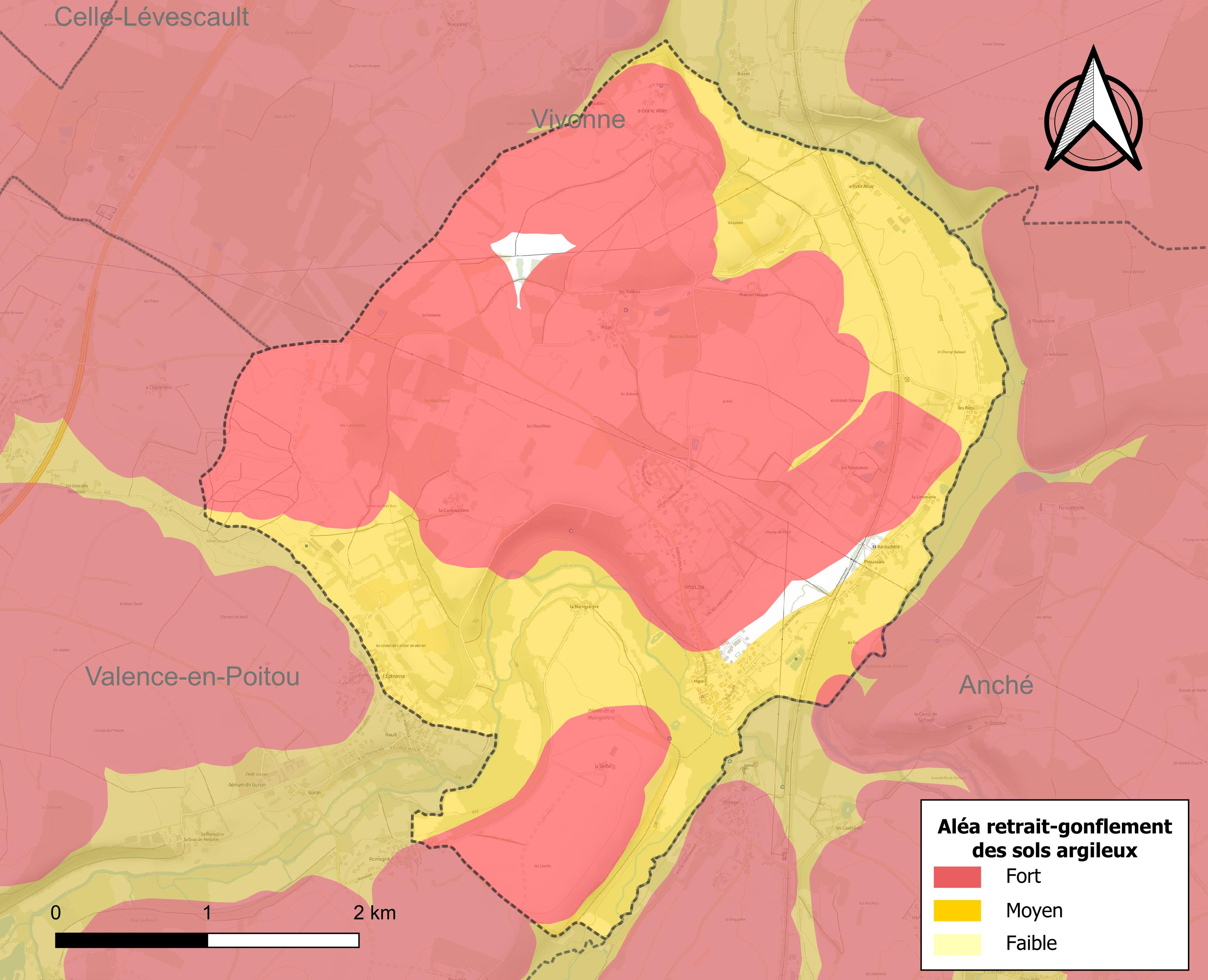
Carte des zones d'aléa retrait-gonflement des sols argileux de Voulon.

Les mouvements de terrains susceptibles de se produire sur la commune sont des tassements différentiels. Le retrait-gonflement des sols argileux est susceptible d'engendrer des dommages importants aux bâtiments en cas d’alternance de périodes de sécheresse et de pluie. 98,5 % de la superficie communale est en aléa moyen ou fort (79,5 % au niveau départemental et 48,5 % au niveau national). Depuis le 1er octobre 2020, en application de la loi ÉLAN, différentes contraintes s'imposent aux vendeurs, maîtres d'ouvrages ou constructeurs de biens situés dans une zone classée en aléa moyen ou fort,.
La commune a été reconnue en état de catastrophe naturelle au titre des dommages causés par la sécheresse en 2003, 2011 et 2017 et par des mouvements de terrain en 1999 et 2010.

## Histoire
Selon Henri Martin, Voulon - et non Vouillé -, serait le site de la bataille des Francs conduits par Clovis contre les Wisigoths d'Alaric II en 507 (les lieux cités par Henri Martin dans son Histoire de France sont : Gué de la Biche, Plateau de Sichar, Plaine de Voulon, Mougon). Mgr l’Évêque d'Orléans, Monsieur de Beauregard estimait également que, selon les antiquaires de l'Ouest, « cette bataille célèbre ne s'est point livrée à Vouillé, dont jusqu'ici elle a mal à propos porté le nom (...) l'action avait dû s'engager au sud de Poitiers, aux anciens gués du Clain à Mougon, et surtout à Voulon, en face desquels il (M de Beauregard) a retrouvé les restes du petit et du grand camp de Clovis, et qu'elle s'est terminée dans les plaines en avant de Champagné-Saint-Hilaire; de sorte que, si désormais on veut désigner par un nom moderne de combat si fameux dans nos annales, c'est celui de Voulon et non celui de Vouillé qu'il faudra lui donner ».
Jusqu'au XIXe siècle, Voulon est le chef-lieu d'un archiprêtré comprenant Vivonne et Lusignan.
En 1803, l'église dépend de celle de Anché.

## Politique et administration

### Liste des maires
| Période                                  | Période                | Identité        | Étiquette | Qualité                                              |
| ---------------------------------------- | ---------------------- | --------------- | --------- | ---------------------------------------------------- |
| 1989                                     | 2 février 2020 (décès) | André Sénécheau | DVD       | Conseiller général du Canton de Couhé de 1992 à 2015 |
| mai 2020                                 | En cours               | Roland Latu     | SE        |                                                      |
| Les données manquantes sont à compléter. |                        |                 |           |                                                      |

### Instances judiciaires et administratives
La commune relève du tribunal d'instance de Poitiers, du tribunal de grande instance de Poitiers, de la cour d'appel  de Poitiers, du tribunal pour enfants de Poitiers, du conseil de prud'hommes de Poitiers, du tribunal de commerce de Poitiers, du tribunal administratif de Poitiers et de la cour administrative d'appel  de  Bordeaux, du tribunal des pensions de Poitiers, du tribunal des affaires de la Sécurité sociale de la Vienne, de la cour d’assises de la Vienne.

## Démographie
L'évolution du nombre d'habitants est connue à travers les recensements de la population effectués dans la commune depuis 1793. Pour les communes de moins de 10 000 habitants, une enquête de recensement portant sur toute la population est réalisée tous les cinq ans, les populations de référence des années intermédiaires étant quant à elles estimées par interpolation ou extrapolation. Pour la commune, le premier recensement exhaustif entrant dans le cadre du nouveau dispositif a été réalisé en 2006.

En 2022, la commune comptait 468 habitants, en évolution de +4,23 % par rapport à 2016 (Vienne : +0,6 %, France hors Mayotte : +2,11 %).
| 1793 | 1800 | 1806 | 1821 | 1831 | 1836 | 1841 | 1846 | 1851 |
| ---- | ---- | ---- | ---- | ---- | ---- | ---- | ---- | ---- |
| 189  | 216  | 203  | 273  | 271  | 282  | 275  | 270  | 435  |

| 1856 | 1861 | 1866 | 1872 | 1876 | 1881 | 1886 | 1891 | 1896 |
| ---- | ---- | ---- | ---- | ---- | ---- | ---- | ---- | ---- |
| 273  | 316  | 331  | 294  | 280  | 271  | 269  | 278  | 385  |

| 1901 | 1906 | 1911 | 1921 | 1926 | 1931 | 1936 | 1946 | 1954 |
| ---- | ---- | ---- | ---- | ---- | ---- | ---- | ---- | ---- |
| 378  | 360  | 323  | 326  | 341  | 319  | 339  | 330  | 317  |

| 1962 | 1968 | 1975 | 1982 | 1990 | 1999 | 2006 | 2011 | 2016 |
| ---- | ---- | ---- | ---- | ---- | ---- | ---- | ---- | ---- |
| 286  | 263  | 252  | 248  | 232  | 304  | 337  | 417  | 449  |

| 2021 | 2022 | - | - | - | - | - | - | - |
| ---- | ---- | - | - | - | - | - | - | - |
| 469  | 468  | - | - | - | - | - | - | - |

En 2008, selon l’Insee, la densité de population de la commune était de 41 hab./km2, contre 61 hab./km2 pour le département, 68 hab./km2 pour la région Poitou-Charentes et 115 hab./km2 pour la France.

## Économie

### Agriculture
Selon la direction régionale de l'Alimentation, de l'Agriculture et de la Forêt de Poitou-Charentes, il y a autant d'exploitations agricoles en 2010 qu'en 2000 soit sept.
Les surfaces agricoles utilisées ont augmenté de 5 % et sont passées de 463 hectares en 2000 à 487 hectares en 2010. Ces chiffres indiquent une concentration des terres sur un nombre plus faible d’exploitations. Cette tendance est conforme à l’évolution  constatée sur tout le département de la Vienne puisque de 2000 à 2007, chaque exploitation a gagné en moyenne 20 hectares.
52 % des surfaces agricoles sont destinées à la culture des céréales (blé tendre), 21 % pour les oléagineux (colza et nevette), 8 % pour le fourrage et 8 % restent en herbe.
Au cours de cette décennie, quatre fermes ont développé un petit élevage d'ovins (54 têtes en 2010).

### Commerces
Les commerces sont un bar restaurant, un menuisier, un peintre, un salon de coiffure et plusieurs artisans.

## Culture locale et patrimoine

### Lieux et monuments
- Une petite école primaire au cœur de cette commune.
- L'église Saint-Maixent de Voulon actuelle date du XIXe siècle. Elle a été élevée à l'emplacement d'un édifice ancien.
- La chapelle Saint-Macoux était autrefois agrémentée d'une fontaine, asséchée à la suite de travaux. Les enfants atteints de difformités aux jambes, surnommés « marcouins », y étaient trempés dans l'espoir d'une guérison. Sur la façade de la chapelle, la date de 1875 évoque l'année de construction de l'édifice.
- Un four à pain du XIXe siècle. Ce four témoigne d'une période pendant laquelle chaque famille fabriquait elle-même son pain.